# HMS Gloucester (62)
O HMS Gloucester foi um cruzador rápido operado pela Marinha Real Britânica e a oitava embarcação da Classe Town. Sua construção começou em setembro de 1936 no Estaleiro Real de Devonport e foi lançado ao mar em outubro do ano seguinte, sendo comissionado na frota britânica em janeiro de 1939. Era armado com uma bateria principal composta por doze canhões de 152 milímetros montados em quatro torres de artilharia triplas, tinha um deslocamento carregado de quase doze mil toneladas e alcançava uma velocidade máxima de 32 nós (59 quilômetros por hora).
O Gloucester entrou em serviço um mês antes do início da Segunda Guerra Mundial, sendo enviado para o Sudeste Asiático. Ele foi logo transferido para o Oceano Índico quando a guerra começou e depois para a África do Sul para caçar navios corsários alemães. Foi para o Mar Mediterrâneo em 1940 e passou a maior parte do seu tempo escoltando comboios, mas participou em março de 1941 da Batalha do Cabo Matapão. O cruzador foi afundado em 22 de maio de 1941 durante a Batalha de Creta, quando foi atingido por três bombas durante um ataque aéreo alemão.